# ستانيسلاف ليسينكو
ستانيسلاف ليسينكو (بالروسية: Лысенко, Станислав Анатольевич)‏ (8 يناير 1972 في روسيا - ) هو لاعب كرة قدم روسي (وحمل سابقاً جنسية الاتحاد السوفيتي) في مركز الدفاع. لعب مع روبين كازان ونادي آكتوبه ونادي سيسكا موسكو ونادي كراسنودار ونادي كوبان كراسنودار.

## وصلات خارجية
- ستانيسلاف ليسينكو على موقع قاعدة بيانات كرة القدم.إي يو (الإنجليزية)